# Galáxia Wander
Galaxia Wander (em inglês: Wander Over Yonder) é uma série animada de televisão americana que apresenta aventura e comédia produzida pela Disney Television Animation para o Disney Channel, e mais tarde, para o Disney XD. A série estreou nos Estados Unidos em 16 de agosto de 2013 e terminou em 27 de junho de 2016.
No Brasil, a série teve uma prévia no Disney Channel em 31 de dezembro de 2013 e sua estreia oficial aconteceu em 8 de fevereiro de 2014 no Disney XD e terminou com uma maratona de cinco episódios finais no dia 11 de fevereiro de 2017.
Em Portugal, a série teve uma pré-estreia no Disney Channel em 13 de dezembro de 2014 com a estreia programada no dia 3 de janeiro de 2015, e parou no episódio "Os Maus Vizinhos" ("The Bad Neighbors" na versão original) dia 25 de junho de 2016 enquanto que os episódios restantes da 2ª temporada foram exibidos no canal exclusivo do Meo "Heróis da Galáxia" assim terminando a 13 de dezembro de 2019.
O criador da série, Craig McCracken, criador anteriormente de séries de desenhos animados As Meninas Superpoderosas e Mansão Foster para Amigos Imaginários. Sua esposa e colaboradora frequente Lauren Faust serve como co-produtora. Este é o primeiro programa de televisão do McCracken fora do Cartoon Network e primeira série de televisão do McCracken para o Disney Channel e Disney XD.
Um sneak peek da série foi exibido na Comic-Con International 2012 para o Disney Channel.
No dia 23 de junho de 2014, a série foi renovada para uma segunda temporada com 40 episódios.
No dia 5 de março de 2016, foi anunciado que a série não foi renovada para uma terceira temporada, sendo que a segunda temporada é a temporada final. A série teve o seu último episódio com meia hora de duração lançado no dia 27 de junho de 2016.

## Sinopse
A série mostra Wander, um viajante intergalático otimista, e sua corcel Sylvia viajando de planeta a planeta para ajudar as pessoas a se divertirem e viverem livres, todos contra o reinado malvado do Lorde Cólera e seus capangas malvados.

## Personagens

### Personagens principais
Os personagens principais da série fazem viagens a lugares fantasmagóricos em todo o universo. O personagem de mesmo nome, Wander, fez sua estreia em sketchbooks, roupas e patches de McCracken vendidas em convenções. McCracken descreveu Wander como um "nômade, hippie, homem muppet".
- Wander é um viajante intergalático excessivamente otimista.
- Sylvia - égua leal, mais alta que Wander que viaja com ele em todo o universo.
- Lord Hater (Lorde Cólera no Brasil) - o inimigo de Wander e o líder do exército Cólera.
- Commander Peepers (Comandante Peepers no Brasil) - o primeiro capanga do Lorde Cólera.

### Outros personagens importantes
- Watchdogs (Cães de Guarda no Brasil) - a armada do exército do Lorde Cólera.
- Lord Dominator (Lorde Dominador no Brasil) - é o rival do Lorde Cólera como o "maioral na galáxia" na segunda temporada. Sua silhueta foi vista pela primeira vez no cartaz da segunda temporada e mais tarde no animatic do final da primeira temporada rindo histericamente. Ele parece muito assustador e repulsivo, mas por trás de sua armadura, ele é na realidade, uma mulher e uma grande vilã espacial.

### Personagens recorrentes
- Emperor Awesome (Imperador Incrível no Brasil, Imperador Máximo em Portugal) é o rival do Lorde Cólera. Ele é conhecido por ser o maior baladeiro do universo.
- Fist Fighters (Lutadores no Brasil, Punhos em Portugal) - são a armada do Imperador Incrível / Máximo.
- Sir Brad Starlight - um cavalheiro "nada brilhante" que se acha um herói de verdade.
- Westley - antigo cão de guarda do exército do Lorde Cólera, que agora se torna o amigo de Wander e Sylvia.
- Princess Demurra (Princesa Atora no Brasil) - uma bela princesa que se torna a esposa do dragão, Rei Draykor, deixando de lado o cavalheiro Brad Starlight.
- King Draykor (Rei Draykor no Brasil) - um dragão que se transformou no marido da Princesa Atora.
- Badlands Dan (Dan das Terras do Mal no Brasil) - um homem procurado como o mais malvado do planeta Doomstone.
- Janet - um planeta feminino, que se apaixona perdidamente pelo Wander.
- Prince Cashmere (Rei Cashmere no Brasil, Rei Caximira em Portugal) - o rei dos guerreiros de Baaaaa-Halla.
- Troll - um monstro que se alimenta das reclamações dos guerreiros de Baaaaa-Halla.
- Beeza - uma pulga feminina de cabelos verdes que cuida de um relaxatório no planeta Balzaria 9, que depois achou um lar permanente com a população do seu planeta no corpo do cachorro gigante, Destruidor, graças a Wander.
- Buster (Destruidor no Brasil) - um cachorro gigante que destrói planetas, que depois se tornou o lar de Beeza e a população do seu antigo planeta.
- Queen Entozoa (Rainha Entozoa no Brasil) - uma rainha zumbi que possui mais de mil anos de idade.
- Trudi Traveller (Trudi Viajante no Brasil) - uma turista que disputa com Wander e Sylvia na exploração de planetas da galáxia.
- Huckleberry Knuclehead (Tolinho Fofinho no Brasil) - um bebê gigantesco que se perdeu dos seus pais e se juntou a Wander e Sylvia para reencontrá-los.
- Dr. Screwball Jones (Dr. Maluquete Jones no Brasil) - o inimigo mais sorrateiro de Wander que se considera o vilão mais "engraçado" da galáxia.
- Stella Starbella - Uma super-heroína idosa que consegue lutar com os seus inimigos sem a ajuda de Wander e Sylvia.
- Little Bits (Gatinha no Brasil, Pedacinhos em Portugal) - uma gatinha lilás criança que usa seu encanto para hipnotizar Wander. Seu nome já havia sido traduzido na versão brasileira pelo episódio "A Abandonada" ("The Stray"), mas no episódio "A Catástrofe" ("The Catastrophe"), seu nome não voltou a ser traduzido, ficando no mesmo jeito da versão americana.

## Elenco de vozes
| Personagem            | Voz original      | Dublador                                                        | Dobrador           |
| --------------------- | ----------------- | --------------------------------------------------------------- | ------------------ |
| Wander                | Jack McBrayer     | Yuri Chesman                                                    | Alexandre Carvalho |
| Sylvia                | April Winchell    | Cecília Lemes                                                   | Mónica Garcez      |
| Lorde Cólera          | Keith Ferguson    | Cassius Romero                                                  | José Nobre         |
| Comandante Peepers    | Tom Kenny         | Marcelo Salsicha                                                | Mário Redondo      |
| Imperador Incrível    | Sam Riegel        | Alfredo Rollo (temp. 1) Thiago Zambrano (temp. 2)               | Mário Redondo      |
| Westley               | Aziz Ansari       | Rodrigo Andreatto                                               | João Pedro         |
| Dan das Terras do Mal | Clancy Brown      | Zeca Rodrigues                                                  | João Pedro         |
| Sir Brad Starlight    | James Marsden     | César Marchetti                                                 | Mário Redondo      |
| Princesa Atora        | Jennifer Hale     | Agatha Paulita (temp. 1/ep. 15) Angélica Santos (temp. 2/ep.12) | Carla Garcia       |
| Troll                 | Keith Ferguson    | Luíz Laffey                                                     | Carla Garcia       |
| Beeza                 | Tara Strong       | Andressa Andreatto                                              | Carla Garcia       |
| Janet                 | Tara Strong       | Priscila Franco (temp. 1/ep. 27)                                | Carla Garcia       |
| Tolinho Fofinho       | Owen Faust        | Rita Almeida                                                    | Carla Garcia       |
| Dr. Maluquete Jones   | Weird Al Yankovic | Marco Aurélio Campos                                            | Carla Garcia       |
| Stella Starbella      | June Squibb       | Suzete Piloto                                                   | Carla Garcia       |
| Gatinha               | G. Hannelius      | Sicilia Vidal (temp. 1/ep. 33) Jussara Marques (temp. 2/ep. 11) | Sandra de Castro   |
| Lorde Dominador       | Noel Wells        | Priscila Franco                                                 | Carla Garcia       |

## Episódios
| Temporada | Temporada | Episódios | Exibição original    | Exibição original     | Exibição no Brasil     | Exibição no Brasil      | Exibição em Portugal | Exibição em Portugal   |
| Temporada | Temporada | Episódios | Estreia de temporada | Final de temporada    | Estreia de temporada   | Final de temporada      | Estreia de temporada | Final de temporada     |
| --------- | --------- | --------- | -------------------- | --------------------- | ---------------------- | ----------------------- | -------------------- | ---------------------- |
|           | 1         | 39        | 16 de agosto de 2013 | 4 de dezembro de 2014 | 31 de dezembro de 2013 | 27 de fevereiro de 2015 | 3 de janeiro de 2015 | 24 de dezembro de 2015 |
|           | 2         | 40        | 3 de agosto de 2015  | 27 de junho de 2016   | 14 de dezembro de 2015 | 11 de fevereiro de 2017 | 12 de março de 2016  | 13 de dezembro de 2019 |
|           | Curtas    | 11        | 20 de julho de 2015  | 3 de agosto de 2015   | 2 de novembro de 2015  | 9 de novembro de 2015   | —                    | —                      |